# Équipe de Belgique masculine de relais 4 × 400 mètres
L'équipe de Belgique masculine de relais 4 × 400 mètres, surnommée les Belgian Tornados, représente la Belgique dans le relais 4 × 400 mètres masculin lors des compétitions d'athlétisme. Elle est championne d'Europe de la discipline en 2012, 2016, 2018 et 2024, et championne du monde en salle en 2022 et 2024.

## Histoire
En 1980, l'équipe belge participe aux Jeux olympiques à Moscou. En 1981, l'équipe composée d'Eddy Deleeuw, Danny Roelandt, Rik Vandenberghe et Alfons Brijdenbach établit un nouveau record de Belgique en 3 min 6 s 68.
En 1997, lors de la finale de la Première division de la Coupe d'Europe des nations d'athlétisme à Dublin, Marc Dollendorf, Nathan Kahan, Björn Verbeke et Kjell Provost terminent à la 3e place.
Au milieu des années 2000, Jacques Borlée devient entraîneur de l'équipe et y sélectionne deux de ses fils, Kévin et Jonathan.
En mai 2008, Kévin et Jonathan Borlée, Kristof Beyens et Cédric Van Branteghem établissent un nouveau record de Belgique de la discipline en 3 min 2 s 51, battant celui établi en 1981. Deux semaines plus tard, ils battent de nouveau ce record avec un temps de 3 min 2 s 13, avec Nils Duerinck remplaçant Kristof Beyens blessé, et réalisent dans le même temps le minimum requis pour les Jeux olympiques, ce qui n'était plus arrivé depuis 1980,. Lors de ces Jeux olympiques à Pékin, l'équipe, avec Arnaud Ghislain, termine à la 4e place dans un temps de 2 min 59 s 37, nouveau record national.
En 2009, Antoine Gillet, Kévin Borlée, Nils Duerinck et Cédric Van Branteghem terminent 4e lors des Championnats du monde d'athlétisme à Berlin.
En 2010, Arnaud Destatte, Kévin Borlée, Cédric Van Branteghem et Jonathan Borlée obtiennent la médaille de bronze lors des Championnats d'Europe d'athlétisme à Barcelone.

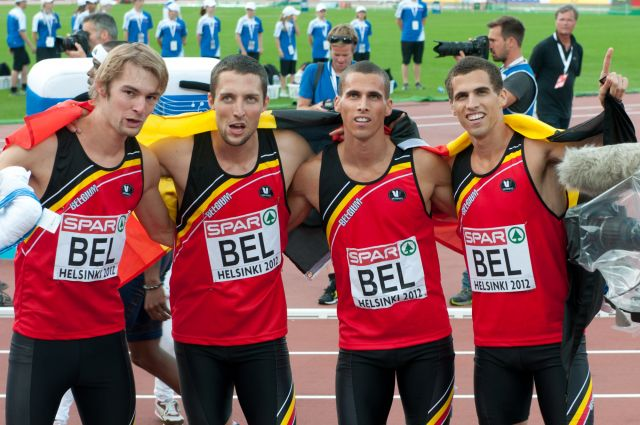
Équipe championne d'Europe à Helsinki

En 2012, Antoine Gillet, Jonathan Borlée, Jente Bouckaert et Kévin Borlée remportent la finale des Championnats d'Europe d'athlétisme à Helsinki et deviennent champions d'Europe, donnant à la Belgique son premier titre européen dans cette discipline. Peu après, l'équipe termine à la 6e place lors des Jeux olympiques à Londres, avec Michaël Bultheel remplaçant Jente Bouckaert blessé.
En 2013, Jonathan, Kévin et Dylan Borlée et Will Oyowe terminent à la 5e place finale lors des Championnats du monde d'athlétisme à Moscou. En fin d'année, le relais reçoit le Spike d'or de l'équipe de l'année.
L'année suivante, Kévin Borlée, Julien Watrin, Dylan Borlée et Jonathan Borlée remportent la finale B de la première édition des Relais mondiaux organisée à Nassau.
En 2015, l'équipe composée de Jonathan, Kévin et Dylan Borlée et Julien Watrin devient championne d'Europe lors des Championnats d'Europe d'athlétisme en salle à Prague, en établissant un nouveau record d'Europe de la discipline. En mai de la même année, Dylan Borlée, Jonathan Borlée, Julien Watrin et Kévin Borlée se qualifient pour la finale des Relais mondiaux à Nassau, ce qui permet également à l'équipe de se qualifier pour les Jeux olympiques d'été de 2016 à Rio de Janeiro. Lors de cette finale, la même équipe mais avec les deuxième et troisième relayeurs inversés, remporte la médaille de bronze en améliorant dans le même temps le record de Belgique.
Trois mois plus tard, Jonathan Borlée, Robin Vanderbemden, Kévin Borlée et Antoine Gillet terminent à la 5e place des Championnats du monde d'athlétisme à Pékin, en battant le record de Belgique lors des séries, Dylan Borlée ayant remplacé Robin Vanderbemden lors de celles-ci. Grâce à ses performances, l'équipe remporte le Trophée du national du Mérite sportif 2015 peu après et un nouveau Spike d'or en fin d'année.
En 2016, l'équipe composée de Julien Watrin, Jonathan Borlée, Dylan Borlée et Kévin Borlée devient championne d'Europe pour la seconde fois de son histoire lors des championnats d'Europe d'athlétisme à Amsterdam. La même année, la même équipe termine à la 4e place lors des Jeux olympiques à Rio de Janeiro, la meilleure performance belge aux Jeux olympiques dans cette discipline, en établissant un nouveau record de Belgique.

En décembre 2017, le relais belge reçoit un nouveau Spike d'or pour ses performances de l'année écoulée.

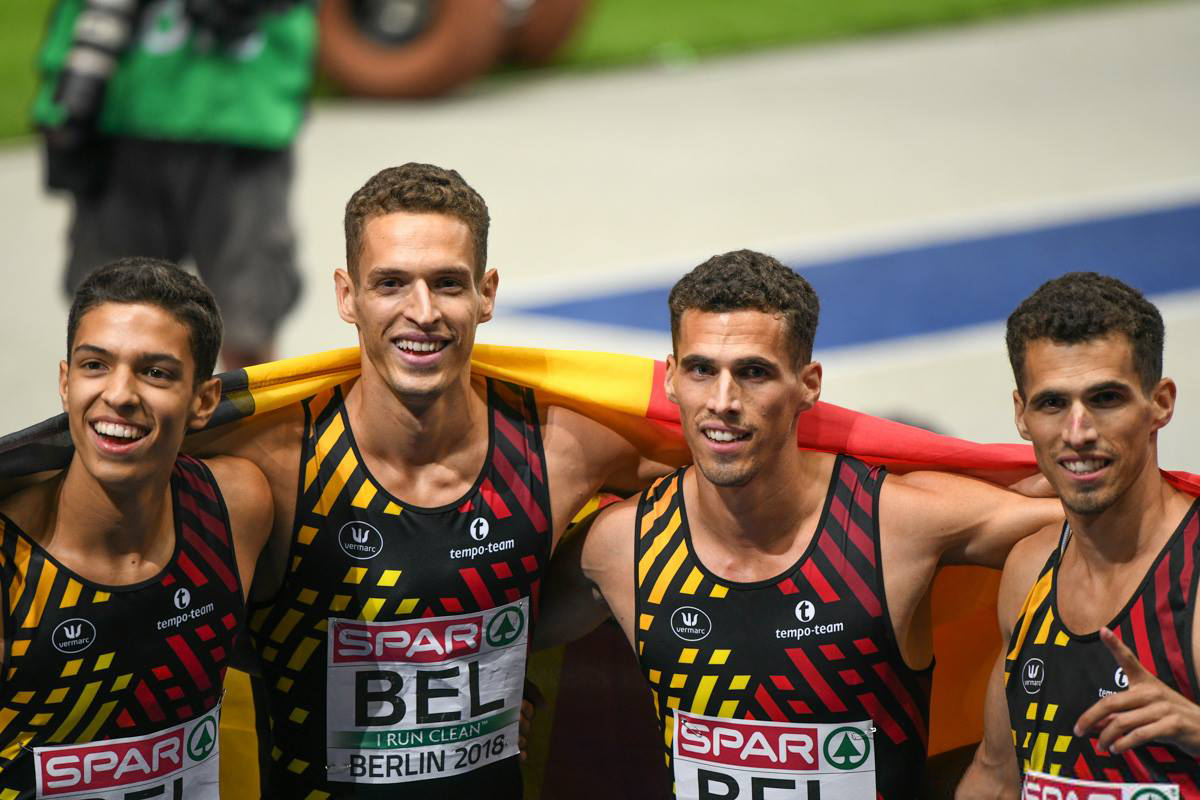
Relais belge champion d'Europe en 2018

En 2018, lors des Championnats d'Europe d'athlétisme à Berlin, l'équipe composée de Julien Watrin, Robin Vanderbemden, Jonathan Sacoor et Dylan Borlée, remporte sa série et se qualifie pour la finale. Lors de celle-ci, l'équipe alors composée de Dylan Borlée, Jonathan Borlée, Jonathan Sacoor et Kévin Borlée conserve son titre de championne d'Europe, le troisième de l'histoire pour la Belgique,. En fin d'année, le relais belge se succède à lui-même et remporte un nouveau Spike d'or.
En mars 2019, lors des Championnats d'Europe d'athlétisme en salle à Glasgow, Julien Watrin, Dylan Borlée, Jonathan Borlée et Kévin Borlée remportent la finale et deviennent champions d'Europe en salle. Le mois suivant, lors d'un meeting d'athlétisme à San Diego, Jacques Borlée aligne pour la première fois un relais composé de ses quatre fils, Rayane rejoignant ses frères aînés, lequel relais remporte par ailleurs l'épreuve.
En mai de la même année, lors des Relais mondiaux organisés à Yokohama, Dylan Borlée, Robin Vanderbemden, Julien Watrin et Jonathan Sacoor se qualifient pour la finale de la compétition, ce qui leur permet également de se qualifier pour les Championnats du monde d'athlétisme à Doha. Lors de la finale, la même équipe, hormis Jonathan Borlée qui remplace Julien Watrin, termine 4e de la finale mais obtient finalement la médaille de bronze à la suite de la disqualification des États-Unis.
En octobre 2019, lors des Championnats du monde d'athlétisme, l'équipe composée de Dylan Borlée, Julien Watrin, Jonathan Sacoor et Kévin Borlée, mais sans Jonathan Borlée, blessé, termine 2e de sa série et se qualifie pour la finale de l'épreuve, ce qui permet également à l'équipe de se qualifier pour les Jeux olympiques d'été de 2020 à Tokyo. Lors de la finale, Jonathan Sacoor, Robin Vanderbemden remplaçant Julien Watrin, Dylan Borlée et Kévin Borlée obtiennent la médaille de bronze, leur première dans un mondial d'athlétisme en plein air, en 2 min 58 s 78, à 26 centièmes de leur record de Belgique.
Ces performances permettent aux Belgian Tornados de remporter pour la troisième fois consécutive le Spike d'or de l'équipe de l'équipe de l'année, leur cinquième au total.
En 2021, aux Jeux olympiques de Tokyo, Alexander Doom, Jonathan Sacoor, Dylan Borlée et Jonathan Borlée terminent troisième de leur série en 2 min 59 s 37 et se qualifient pour leur 16e finale mondiale. En finale, Alexander Doom, Jonathan Sacoor, Dylan Borlée et Kévin Borlée améliorent le record national (2 min 57 s 88) terminent à la 4e place.
En mars 2022, aux championnats du monde en salle, Dylan Borlée (en série), Julien Watrin, Alexander Doom, Jonathan Sacoor et Kévin Borlée remportent la médaille d'or, la première pour l'équipe au niveau mondial. En juillet aux Championnats du monde à Eugene, Jonathan Sacoor (en série), Dylan Borlée, Julien Watrin, Alexander Doom et Kévin Borlée terminent troisièmes et remportent une seconde médaille aux championnats du monde.
En 2023, aux championnats du monde, Julien Watrin, Dylan Borlée, Robin Vanderbemden et Alexander Doom terminent 5es de leur série et échouent à se qualifier pour la finale, une première depuis 2008 dans un championnat international.
En mars 2024, aux championnats du monde en salle, l'équipe belge composée de Jonathan Sacoor, Dylan Borlée, Christian Iguacel et Alexander Doom (et Tibo De Smet en séries) conserve son titre mondial en remportant la course en 3 min 2 s 54. On note également la médaille d'or d'Alexander Doom sur le 400 m individuel.
En mai, aux relais mondiaux, l'équipe belge composée de Dylan Borlée, Robin Vanderbemden, Alexander Doom et Jonathan Sacoor termine troisième avec un temps de 3 min 1 s 16 et remporte sa troisième médaille de bronze dans la compétition.
En juin, aux Championnats d'Europe, l'équipe belge composée de Jonathan Sacoor, Robin Vanderbemden, Dylan Borlée et Alexander Doom (avec Florent Mabille et Christian Iguacel en série) remporte la médaille d'or, sa 4e dans la compétition, avec un temps de 2 min 59 s 84. On note également la médaille d'or d'Alexander Doom sur le 400 m individuel.
En août aux Jeux olympiques de Paris, l'équipe belge, composée de Jonathan Sacoor, Dylan Borlée, Kévin Borlée et Florent Mabille, se qualifie pour la finale où elle termine en 4e position malgré un nouveau record national (2 min 57 s 75).
En mai 2025, aux relais mondiaux, l'équipe belge (Jonathan Sacoor, Robin Vanderbemden, Daniel Segers et Alexander Doom) remporte la médaille d'argent en terminant en 2 min 58 s 19.

## Récompenses
- Spike d'or : 2013, 2015, 2017, 2018, 2019, 2021, 2022 et 2024.
- Trophée national du Mérite sportif : 2015.